# Christel Boeljon
Christel Boeljon (Beverwijk, 30 juli 1987) is een Nederlandse golfprofessional. Zij speelt op de Ladies European Tour.
Boeljon kwam als 8-jarig meisje toevallig op Golfclub Spaarnwoude, waar haar ouders het spel eens wilden uitproberen. Ze kreeg les van Ad Wessels en werd zo enthousiast dat ze twee jaar later hockey opgaf en zich ging concentreren op golf. Ze ging naar de OSG Willem Blaeu in Alkmaar en speelde in Dames 1 van Spaarnwoude. In 2005 vertrok ze naar de Purdue-universiteit in de Verenigde Staten.

## Amateur
In haar eerste en tweede jaar (2005-2007) speelde Boeljon in alle 25 toernooien voor de Amerikaanse universiteit en speelde ze 24 ronden onder par.

## Gewonnen
- 2002: Winnaar van de Mevrouw Swanebeker en de Junior Masters.
- 2003: NK Matchplay Meisjes
- 2005: NK Strokeplay Junioren en winnaar Stern Open en halvefinalist van het Brits Amateur Kampioenschap.
- 2006:  NK Strokeplay Dames
- 2008:  NK Strokeplay

### Teams
- Espirito Santo Trophy: 2006, 2008

## Professional
Eind 2008 werd Boeljon professional. In januari 2009 werd op La Manga de laatste stage over 8 ronden gespeeld waar ze eindigde met een totaalscore van −6 op de 4de plaats en kreeg daardoor een volle spelerskaart voor de Ladies European Tour van 2009. 
Rookiejaar 2009 In februari trad ze toe tot Golf Team Holland, samen met Dewi-Claire Schreefel. In april won ze de Nations Cup met Marjet van der Graaff. Ze stonden vier dagen in de top 3 en wonnen met 4 slagen voorsprong. In juni won ze weer het Nationaal Open op de Haagsche. Boeljon eindigde het jaar met een 30ste plaats op de LET Order of Merit.
2011
Boeljon speelde in 2011 voor het eerst een Major in de Verenigde Staten. Bij het Kraft Nabisco Championship eindigde zij op de 15de plaats. Enkele weken later behaalde zij op de National Golf Club in Belek haar eerste overwinning op de Ladies Tour. De week voor het Ladies Open op Golfclub Broekpolder eindigde ze met een score van −9 op de 2de plaats bij het Slowaaks Ladies Open en bereikte ze de top van de Europese rangorde. In september maakte ze deel uit van het Solheim Cup-team. Europa won met 15-13, inclusief het punt dat Boeljon zondag binnenhaalde in de singles tegen Brittany Lincicome, de nummer 9 op de wereldranglijst.
2012
In 2012 begon het jaar met het winnen van de Australian Ladies Masters. Nadat ze vervolgens in mei het Turks Open won, was ze weer terug in de top-50 van de wereldranglijst. 
2015
Boeljon wint op 21 juni het Deloitte Ladies Open als eerste Nederlandse winnaar sinds Liz Weima in 1994. Het toernooi werd gespeeld op The International. Rondes van 69 (−4), 69 (−4) en 71 (−2) voor een totaal van 209 (−10).

## Gewonnen

#### Nationaal
- 2009: RICOH Nationaal Open

#### Europese Tour
- 2011: Turkish Airlines Ladies Open
- 2012: Golf Coast RACV Australian Masters, Turkish Airlines Ladies Open
- 2015: Deloitte Ladies Open

### Teams
- Comunitat Valenciena Nations Cup: 2009 (op La Sella met Marjet van der Graaff)
- Solheim Cup: 2011 (winnaars)